# Combate de Pocona (1812)
El combate de Pocona, también conocido como combate del Queñual o del Quehuiñal, fue un enfrentamiento armado librado el 24 de mayo de 1812, en el marco de la guerra de la independencia de Bolivia. Este combate fue liderado por Esteban Arze del lado patriota, y por José Manuel de Goyeneche del lado realista. El enfrentamiento se dio en la colina llamada El Quewiñal, en la actual provincia de Carrasco en el departamento de Cochabamba.

## Antecedentes
En mayo de 1812, tras su triunfo en la batalla de Huaqui el 20 de junio de 1811, el general realista José Manuel de Goyeneche inició una ofensiva desde La Paz hacia Cochabamba. Cuando el general Goyeneche se dirigía a Potosí, la población de Cochabamba estalló en una segunda revolución, bajo el mando militar de Esteban Arze y el civil de Mariano Antezana, que ejercía como presidente de la Junta Provincial de Gobierno. El 5 de mayo de 1812, Goyeneche partió de Potosí, donde había establecido una fuerte guarnición reforzada con vecinos alistados. Envió el batallón de Granaderos de Paruro a Suipacha y organizó su ejército para una expedición a Cochabamba, asegurándose de no descuidar otras posiciones y de desarrollar un amplio plan militar que cubría más de 400 leguas.
Goyeneche llegó a Chuquisaca, actual ciudad de Sucre, el 6 de mayo por la noche, el punto de reunión de su ejército, con el fin de evitar ceremonias oficiales. Desde allí, organizó un ataque coordinado contra la provincia de Cochabamba, ordenando la formación de cinco cuerpos militares desde diferentes guarniciones realistas para converger simultáneamente sobre los valles rebeldes y la ciudad.
El primer cuerpo de ejército, comandado por Goyeneche y reforzado por la división de Francisco Picoaga de Suipacha, se dirigiría a través de Chuquisaca, Río Grande y Mizque. Este cuerpo se encontraba ya en la ciudad tras una marcha forzada de cien leguas, habiendo dejado guarniciones en las provincias de Tarija, Chichas y Cinti. El segundo cuerpo, bajo el mando de Jerónimo Marrón de Lombera, avanzaría por Oruro y Chayanta. El tercer cuerpo, dirigido por el coronel Agustín Huici, se movería hacia Cochabamba pasando por La Laguna, actual Padilla, Vallegrande y Chilón. El cuarto cuerpo, liderado por el Intendente de La Paz, tomaría la ruta por Sica Sica y Ayopaya. El quinto cuerpo estaba compuesto por tropas bajo el mando de Andrés de Santa Cruz y dirigidas por el capitán de navío Álvarez de Sotomayor. Estos cinco cuerpos operarían en conjunto para ejecutar el asalto sobre Cochabamba.
Arze se dirigió a Sacabamba, donde tuvo conocimiento de la aproximación de Goyeneche a Pocona y determinó ir al alcance de los realistas. El 23 de mayo por la noche, Arze y sus combatientes llegaron cansados a Paredones, lugar situado en las inmediaciones de Vacas, consiguiendo reunirse en el camino con el subdelegado de la provincia de Mizque, Carlos Taboada, que capitaneaba las fuerzas organizadas en el pueblo homónimo.
El 24 de mayo de 1812, Goyeneche llegó a las proximidades de Pocona, una localidad cercana a Cochabamba, donde se encontraba Esteban Arze con las fuerzas patriotas.

## Desarrollo
Cerca a Pocona, Goyeneche se enfrentó a Arze, quien comandaba aproximadamente 4000 hombres, aunque mal equipados. Ya en el campo de batalla, tras varias descargas de sus cañones, los patriotas sufrieron rápidamente una derrota debido a la superioridad de la artillería española. Goyeneche lanzó un ataque sobre la posición de Arze, logrando expulsarlo y capturando su artillería en el proceso. Aunque las fuerzas de Arze se retiraron, él mismo estaba insatisfecho con la decisión. Arze argumentó que no había optado por retirarse, ya que creía que se encontraban en una posición ventajosa para ganar. Sin embargo, se vio forzado a retirarse por órdenes de Mariano Antezana, el gobernador de Cochabamba.

## Consecuencias
Antezana envió emisarios a Goyeneche para ofrecer la rendición, una propuesta que Goyeneche aceptó, ordenando el cese del combate. Sin embargo, la derrota en Pocona generó tensiones entre Arze y Antezana, quienes discrepaban sobre la negociación con el comandante realista, llevando a un enfrentamiento verbal entre los dos líderes. Eventualmente, acordaron que cada uno defendería su área de influencia: Antezana en Cochabamba y Arze en el valle de Tarata. Luego de la derrota en Pocona, Goyeneche avanzó hacia Cochabamba, donde se alistaba una segunda resistencia patriota con muy insuficientes hombres y municiones. El general realista Jerónimo Marrón de Lombera atacó la ciudad, que fue tomada por los realistas, y las mujeres de Cochabamba se convirtieron en la última resistencia ante el ejército español, siendo luego conocidas como las Heroínas de la Coronilla.
Después del acuerdo entre Antezana y Arze, este último junto con unos 300 revolucionarios, que no aceptaron el armisticio, se dirigieron hacia el sur. Arze fue a Mizque en busca de Carlos Taboada, que había formado una división de 300 hombres y había alejado a los realistas de la región. No obstante, el 7 de junio de 1812, en Mollemolle (Molles), se toparon con fuerzas cívicas y una compañía de mercenarios migueletes de Chuquisaca, actual ciudad de Sucre. En esta confrontación, los revolucionarios fueron derrotados y capturados, enfrentando la ejecución como resultado de su participación en estos eventos históricos.